# Elizabeth Sackville-West, duchessa di Bedford
Lady Elizabeth Sackville-West, duchessa di Bedford (Bourne, 23 settembre 1818 – Chesham, 22 aprile 1897), è stata una nobildonna britannica.

## Biografia
Era la figlia di George John Sackville-West, V conte di De La Warr, e di sua moglie, Lady Elizabeth Sackville, baronessa Buckhurst di Buckhurst.
Era una damigella d'onore al matrimonio della regina Vittoria e del principe Alberto di Sassonia-Coburgo-Gotha, il 10 febbraio 1840.

## Matrimonio
Sposò, il 18 gennaio 1844, Francis Russell, un nipote del defunto VI duca di Bedford e nipote di Lord John Russell, politico Whig e futuro primo ministro. Francis Russell succedette a suo cugino come IX duca di Bedford nel 1872.
Ebbero quattro figli:
- George Russell, X duca di Bedford (16 aprile 1852 - 23 marzo 1893);
- Lady Ella Monica Russell (1854- 2 febbraio 1936);
- Lady Ermyntrude Russell (1856 - 22 marzo 1927), sposò Sir Edward Baldwin Malet, IV Baronetto, non ebbero figli;
- Herbrand Russell, XI duca di Bedford (19 febbraio 1858 - 27 agosto 1940).

Ricoprì la carica di Mistress of the Robes della regina Vittoria.

## Morte
Rimase vedova nel 1891. Morì, all'età di 79 anni, a Latimer House, vicino a Chesham, Buckinghamshire, nel 1897.

## Ascendenza
|                                    |                |                                    | Genitori                          |  |  | Nonni |  |  | Bisnonni                       |  |  | Trisnonni                     |  |
|                                    |                |                                    |                                   |  |  |       |  |  | John West, II conte De La Warr |  |  | John West, I conte De La Warr |  |
|                                    |                |                                    |                                   |  |  |       |  |  | John West, II conte De La Warr |  |  | John West, I conte De La Warr |  |
|                                    |                | Charlotte MacCarthy                |                                   |  |  |       |  |  | John West, II conte De La Warr |  |  |                               |  |
| John West, IV conte De La Warr     |                |                                    |                                   |  |  |       |  |  | John West, II conte De La Warr |  |  |                               |  |
|                                    |                | Mary Wynyard                       | John Wynyard                      |  |  |       |  |  |                                |  |  |                               |  |
|                                    |                | Mary Wynyard                       | John Wynyard                      |  |  |       |  |  |                                |  |  |                               |  |
|                                    |                | Mary Wynyard                       | Mary Maxwell                      |  |  |       |  |  |                                |  |  |                               |  |
| George West, V conte De La Warr    |                | Mary Wynyard                       |                                   |  |  |       |  |  |                                |  |  |                               |  |
|                                    |                | Henry Leijel                       | Adam Leijel                       |  |  |       |  |  |                                |  |  |                               |  |
|                                    |                | Henry Leijel                       | Adam Leijel                       |  |  |       |  |  |                                |  |  |                               |  |
|                                    |                | Henry Leijel                       | Hedvig Lucia Lohe                 |  |  |       |  |  |                                |  |  |                               |  |
| Catherine Leijel                   |                | Henry Leijel                       |                                   |  |  |       |  |  |                                |  |  |                               |  |
|                                    |                | Catherine Allestrec                | …                                 |  |  |       |  |  |                                |  |  |                               |  |
|                                    |                | Catherine Allestrec                | …                                 |  |  |       |  |  |                                |  |  |                               |  |
|                                    |                | Catherine Allestrec                | …                                 |  |  |       |  |  |                                |  |  |                               |  |
| Elizabeth Sackville-West           |                | Catherine Allestrec                |                                   |  |  |       |  |  |                                |  |  |                               |  |
|                                    | John Sackville | Lionel Sackville, I duca di Dorset |                                   |  |  |       |  |  |                                |  |  |                               |  |
|                                    | John Sackville | Lionel Sackville, I duca di Dorset |                                   |  |  |       |  |  |                                |  |  |                               |  |
|                                    | John Sackville | Elizabeth Colyear                  |                                   |  |  |       |  |  |                                |  |  |                               |  |
| John Sackville, III duca di Dorset | John Sackville |                                    |                                   |  |  |       |  |  |                                |  |  |                               |  |
|                                    |                | Frances Leveson-Gower              | John Leveson-Gower, I conte Gower |  |  |       |  |  |                                |  |  |                               |  |
|                                    |                | Frances Leveson-Gower              | John Leveson-Gower, I conte Gower |  |  |       |  |  |                                |  |  |                               |  |
|                                    |                | Frances Leveson-Gower              | Evelyn Pierrepont                 |  |  |       |  |  |                                |  |  |                               |  |
| Elizabeth Sackville                |                | Frances Leveson-Gower              |                                   |  |  |       |  |  |                                |  |  |                               |  |
|                                    |                | Charles Cope, II baronetto         | Jonathan Cope                     |  |  |       |  |  |                                |  |  |                               |  |
|                                    |                | Charles Cope, II baronetto         | Jonathan Cope                     |  |  |       |  |  |                                |  |  |                               |  |
|                                    |                | Charles Cope, II baronetto         | Arabella Howard                   |  |  |       |  |  |                                |  |  |                               |  |
| Arabella Diana Cope                |                | Charles Cope, II baronetto         |                                   |  |  |       |  |  |                                |  |  |                               |  |
|                                    |                | Catherine Bishopp                  | Cecil Bishopp, VI baronetto       |  |  |       |  |  |                                |  |  |                               |  |
|                                    |                | Catherine Bishopp                  | Cecil Bishopp, VI baronetto       |  |  |       |  |  |                                |  |  |                               |  |
|                                    |                | Catherine Bishopp                  | Anne Boscawen                     |  |  |       |  |  |                                |  |  |                               |  |
|                                    |                | Catherine Bishopp                  |                                   |  |  |       |  |  |                                |  |  |                               |  |